# St. Isidor (Bachum)

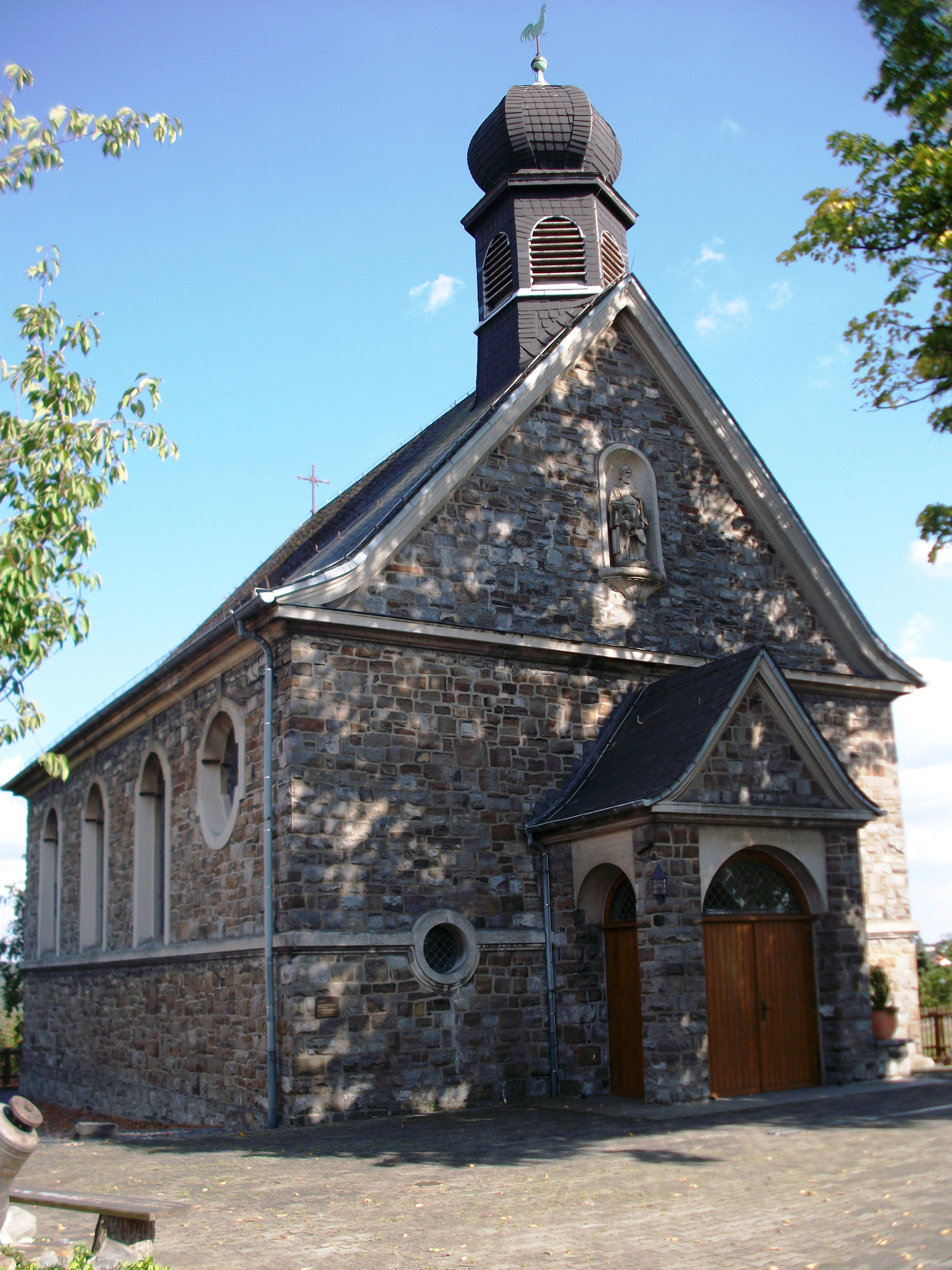
St. Isidor Bachum

St. Isidor ist eine in den 1920er Jahren errichtete römisch-katholische Kapelle mit neobarocken Stilelementen  in Bachum, einem Ortsteil der Stadt Arnsberg. Die Kapelle ist dem Patrozinium des Isidor von Madrid unterstellt.

## Geschichte
Bachum gehörte kirchenrechtlich ursprünglich zur recht weit entfernten Pfarrei St. Petri Hüsten. Nur sporadisch hielt der Hüstener Pfarrer dort Gottesdienste ab. Seit 1870 bemühten sich die Einwohner daher um eine Umpfarrung zur Pfarrei Voßwinkel. Dies geschah allerdings erst 1912. Im Jahr 1985 folgte dann die Umpfarrung zu St. Joseph Bergheim.
Bereits seit 1889 gab es in Bachum einen kleinen Kapellenanbau an der damaligen Schule. In den 1920er Jahren gründete sich ein Kirchenbauverein, um im Ort eine größere Kapelle zu errichten. Der Bau erfolgte mit barocken Stilelementen um 1926/1927. Eine Orgelbühne wurde 1930 eingefügt. Eine Orgel wurde 1969 an Stelle eines Harmoniums eingebaut.
Eine erste Renovierung und ein Umbau des Altarraumes fanden 1970 statt. An Stelle der 1948 vom Bochumer Verein gespendeten zwei Stahlglocken wurden 2007 zwei neue Glocken gegossen. Eine weitere Renovierung folgte 1993 und 2012 wurde in die Modernisierung der Innenausstattung investiert.
Die Kapelle ist zusammen mit einem Wegekreuz in die Denkmalliste der Stadt Arnsberg eingetragen (DL 343).